# Antioquía del Orontes
Antioquía del Orontes (en griego: Antiocheia Ἀντιόχεια), también conocida como Antioquía de Siria, fue una antigua ciudad situada entre la costa sur de Anatolia y la costa de Siria, en las orillas del río Orontes. Actualmente su nombre es Antioquía (en turco: Antakya) y es la capital de la provincia de Hatay en Turquía.
Antioquía fue fundada a finales del siglo IV a. C. por Seleuco I Nicator, uno de los generales de Alejandro Magno, como una de las cuatro ciudades de la Seleucis de Siria. La ubicación de la ciudad ofrecía ventajas geográficas, militares y económicas a sus ocupantes; Antioquía estaba muy implicada en el comercio de especias y se encontraba a poca distancia de la Ruta de la Seda y la Ruta Real. Seleuco animó a griegos de todo el Mediterráneo a establecerse en la ciudad. Durante el periodo helenístico tardío y el Imperio Romano Medio, la población de Antioquía pudo haber alcanzado un pico de más de 500.000 habitantes —la mayoría suele estimar entre 200.000 y 250.000—, convirtiendo a la ciudad en la tercera más grande del Imperio después de Roma y Alejandría y una de las más importantes del Mediterráneo oriental. La ciudad fue la capital del Imperio seléucida desde 240 a. C. hasta 63 a. C., cuando los romanos tomaron el control, convirtiéndola en la capital de la provincia de Siria y más tarde de la Siria de Coele. Desde principios del siglo IV, Antioquía fue la sede del Conde de Oriente, cabeza de la diócesis de Oriente. Los romanos dotaron a la ciudad de murallas que cubrían casi 1100 acres (445,2 ha), de los cuales una cuarta parte era monte, lo que dejaba 750 acre (303,5 ha), aproximadamente una quinta parte de la superficie de Roma dentro de las Murallas Aurelianas.
La ciudad fue también el principal centro del judaísmo helenístico a finales del periodo del Segundo Templo. Antioquía formaba parte de la pentarquía y fue llamada "la cuna del Cristianismo" como resultado de su longevidad y el papel fundamental que desempeñó en el surgimiento del cristianismo primitivo. El Nuevo Testamento cristiano afirma que el nombre "cristiano" surgió por primera vez en Antioquía. La ciudad decayó hasta alcanzar una relativa insignificancia durante la Edad Media debido a las guerras, los repetidos terremotos y el cambio de las rutas comerciales. La ciudad aún presta su nombre al Patriarcado Ortodoxo Griego de Antioquía, una de las iglesias más importantes del Levante y el Mediterráneo oriental.

## Fundación y período helenístico
Para distinguirla de otras ciudades con el mismo nombre, se la llamó Antioquía del Orontes o de Dafne (por una cueva de este nombre). Fue fundada por Seleuco I Nicátor en la primavera del 300 a. C. y se trasladaron gran parte de los habitantes de Antigonia, que quedó inacabada, aunque estaba situada muy cerca (a 9 km más arriba del río). El arquitecto fue Xeneo (Xenaeus) y los supervisores Attaios (Ateo), Perites y Anaxícrates. Se reunieron (synœcisme) varias villas pequeñas: Lópolis, Jope, Meroe y Bottia. Se dio privilegios a los griegos y a los judíos para establecerse en la ciudad. La ciudad tuvo un gobierno municipal democrático, incluyendo un senado. Según la tradición contada por Juan Malalas, la fundación fue precedida de un sacrificio humano: una chica llamada Amatea que después fue considerada dea (la Destinada) y su santuario fue uno de los más venerados; el escultor Eutíquides le hizo una estatua por encargo del rey. Seleuco fundó otros santuarios, como el de Zeus Bottaios y el del Laurel consagrado a Apolo, y el templo de Atenea. Se convirtió en la capital seleucida por su magnífica situación en la llanura fértil de Amuk, con unas montañas cercanas (Staurun y Silpion), donde se podían erigir fortalezas defensivas. A medida que creció, se la denominó Tétrapolis (ciudad cuádruplo), como menciona Estrabón. En una isla del río, Antíoco III el Grande construyó un palacio. Al sur de la ciudad, estaba el barrio de Epifanía (Epiphaneia), fundado por Antíoco IV Epífanes. Poblada de griegos, sirios y judíos, tuvo un gran dinamismo comercial e industrial, aunque menos artístico y cultural en comparación a Pérgamo y Alejandría.
Al final del período helenístico, tenía unos 350.000 habitantes. Las calles rectas y cruzadas en ángulo recto, y las instituciones locales (Boulé y Arconte) la hacían casi por sí misma un estado. El 83 a. C., la ciudad aceptó la soberanía de Tigranes II el Grande.

## Dominio romano

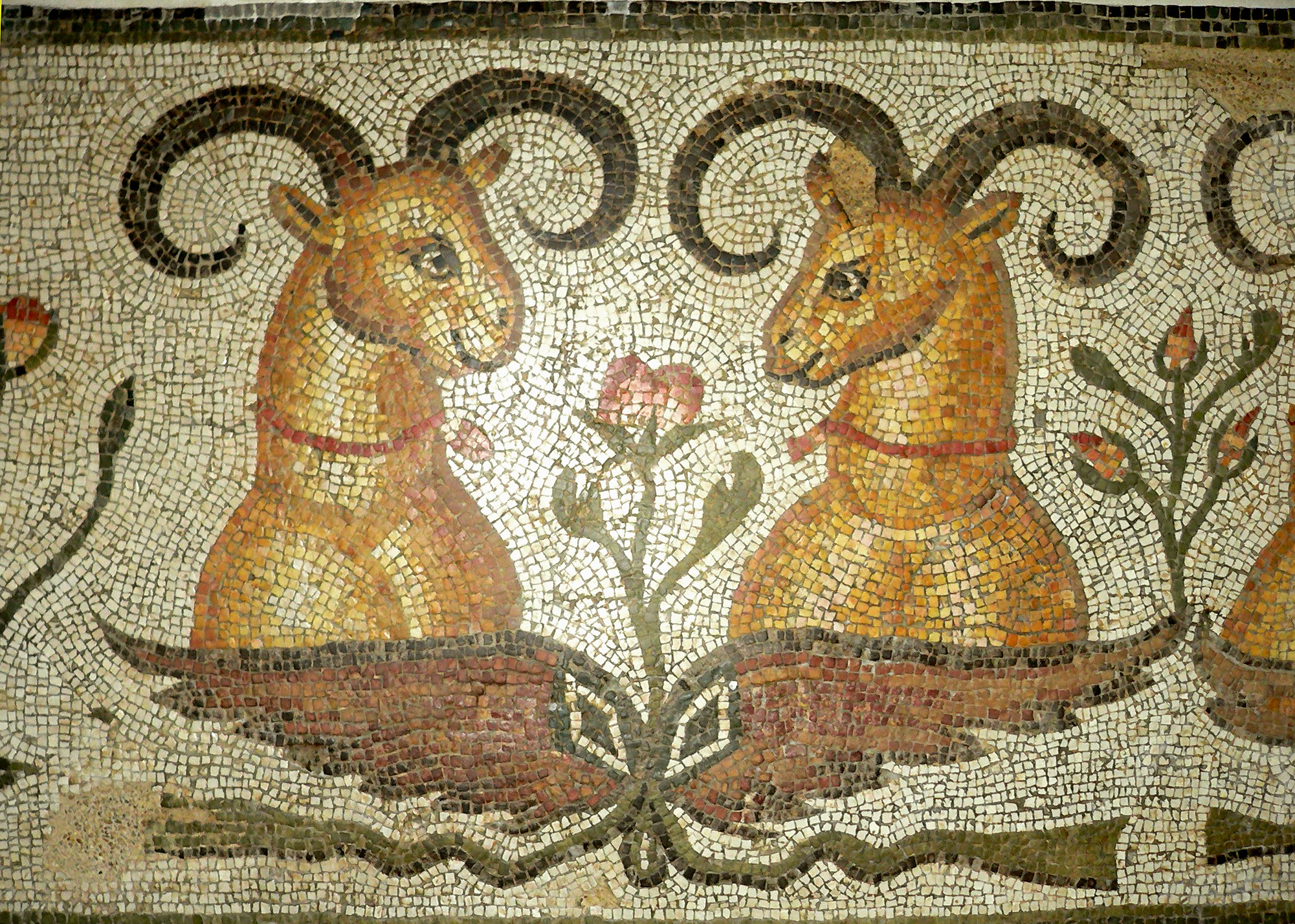
Mosaicos en el Museo del Louvre.

En 64 a. C., pasó a Roma, pero obtuvo el privilegio de ser autónoma, privilegio confirmado por Julio César el 47 a. C. y que conservó cuando Antonino Pío la hizo colonia. Fue la capital de la provincia romana de Siria y fue denominada la Corona de Oriente. Bajo Tiberio, se extendió hacia el norte y se creó una avenida con 3.200 columnas que separaba Epifanía del resto de la ciudad, que  aconteció el centro local, tipo de urbanismo que fue imitado por otras ciudades. Llegó, entonces, a medio millón de habitantes, solo superada por Roma y Alejandría.
El terremoto del 37 le causó graves daños, pero fueron reparados por el emperador Calígula. Tito  construyó un teatro. Domiciano, unas termas y un templo de Asclepio; Trajano, un puente, un circo y más termas. Otro terremoto en 115 causó daños cuando en la ciudad se encontraba el emperador Trajano, y por orden de este y después de Adriano, se restauró todavía mejor. Adriano  hizo construir dos sienes a Artemisa y a Trajano divinizado. Entre 162 y 166, residió el emperador Lucio Vero durante su guerra contra los partos. Su hermano Marco Aurelio, a pesar de que la ciudad había apoyado a Avidio Casio, no tomó represalias e hizo restaurar termas y construyó el Nimfeo, una fuente monumental; la visitó en 176; su yerno Claudio Pompeyano era de la ciudad. Cómodo hizo construir más termas, tan grandes como las que después construyó Caracalla; también construyó sienes a Zeus y Atenea y el estadio cubierto de Xystos.
En 193-194, tomó partido por Pescenio Níger en contra de Septimio Severo. Cuando este triunfó, la ciudad fue castigada, y rebajada al rango de pueblo dentro del territorio de Laodicea, pero fue un castigo efímero y pronto recuperó su rango anterior de metrópolis y la capitalidad de Syria. Con las luchas contra partos y después sasánidas, fue frecuente residencia de los emperadores. Caracalla, Macrino, Heliogábalo, Alejandro Severo, Gordiano III, Filipo el Árabe, Valeriano y Aureliano, incluso Diocleciano, Galerio y Maximino Daya residieron más o menos tiempo. En 218 se celebró la batalla entre las tropas de Macrino y Heliogábalo, que convirtió a este en emperador. En 252, Siria fue invadida por los sasánidas de Sapor Y y el poder local quedó en manos de Mariàdes, un noble local favorable en Persia. Una gran parte de la población fue deportada en Persia (a Susiana) y parte de la ciudad fue destruida (258). Valeriano Y la reconstruyó, pero los persas  volvieron en 260. De 266 a 272, fue dominada por Zenobia de Palmira.
En el siglo IV, volvía a ser una ciudad importante y residencia imperial del César Constancio Galo hacia 350, que introdujo en la ciudad una política policial contra los opositores. Juliano el Apóstata (360-363) era criticado abiertamente en la ciudad. En 387, un nuevo impuesto desencadenó la llamada "revuelta de las estatuas", en la cual el pueblo derrocó las estatuas de los emperadores y la familia imperial. En 388, se le retiró en castigo el título de metrópolis.

### Cristianismo
Antioquía fue un centro principal del cristianismo primitivo durante la época romana. La ciudad tenía una gran población de origen judío en un barrio llamado el Kerateion, por lo que atrajo a los primeros misioneros. Evangelizada, entre otros, por el propio Peter, según la tradición sobre la que se basa el Patriarcado de Antioquía aún descansa su reivindicación de primacía, y más tarde, según los Hechos de los Apóstoles, por Bernabé y Pablo, sus conversos fueron los primeros en ser llamados cristianos. No hay que confundirla con Antioquía en Pisidia, a la que más tarde viajaron Bernabé y Pablo.
Alrededor de la ciudad había varios monasterios griegos, sirios, armenios y latinos. Entre los años 252 y 300 d. C., se celebraron en Antioquía diez asambleas de la Iglesia y se convirtió en la sede de uno de los cinco patriarcados originales, junto con Constantinopla, Jerusalén, Alejandría y Roma (véase Pentarquía).

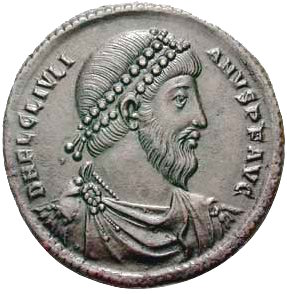
Moneda de bronce de Antioquía que representa a emperador Juliano. Nótese la barba puntiaguda.

Juan Crisóstomo escribe que cuando Ignacio de Antioquía era obispo en la ciudad, el dêmos, probablemente significando el número de hombres y mujeres adultos libres sin contar niños y esclavos, ascendía a 200.000. En una carta escrita en 363, Libanio dice que la ciudad contiene 150.000 anthrôpoi, una palabra que normalmente significaría todos los seres humanos de cualquier edad, sexo o condición social, lo que parece indicar una disminución de la población desde el siglo I. Crisóstomo también dice en una de sus homilías sobre el Evangelio de Mateo, que fueron pronunciadas entre 386 y 393, que en su propia época había 100.000 cristianos en Antioquía, cifra que puede referirse a los cristianos ortodoxos que pertenecían a la Gran Iglesia en contraposición a los miembros de otros grupos como arrianos y apolinaristas, o a todos los cristianos de cualquier credo.
Se hicieron diez concilios en la ciudad entre 252 y 380. Hacia 270, se produjo una división entre los partidarios del obispo Pablo de Samósata y los que se le oponían; estos pidieron el arbitraje o más bien el favor del emperador Aureliano. En el siglo IV, la Iglesia de Antioquía era considerada la más importante después de las de Roma y Alejandría. Fue de las primeras en construir una catedral, entre 327 y 341, con cúpula y mosaicos. Más tarde, su importancia disminuyó con el ascenso de Constantinopla y la erección de Jerusalén como patriarcado, y por la actividad de la herejía arriana —concilio de Antioquía, de 324— y después nestoriana y monofisita. En los siglos IV y V, un gran número de personajes participaron en las controversias teológicas, entre los cuales Diodoro de Tarso, Teodoro de Mopsuestia, Teodoreto de Ciro y san Juan Crisóstomo, partidarios de la interpretación literal contra la escuela alejandrina, que consideraban una interpretación alegórica.
El patriarca de la Iglesia católica maronita se llama Patriarca de Antioquía y de todo Oriente. Actualmente reside en Bkerke - Líbano. Los maronitas continúan la tradición litúrgica antioquena y el uso de la lengua sirio-aramea, concretamente siro-arameo o arameo occidental, en sus liturgias. Una de las iglesias canónicas Ortodoxa Oriental sigue llamándose Iglesia Ortodoxa Griega de Antioquía, aunque trasladó su sede de Antioquía a Damasco, Siria, hace varios siglos, y su obispo principal conserva el título de "Patriarca de Antioquía", de forma análoga a como varios papas, jefes de la Iglesia católica romana, siguieron siendo "obispos de Roma" aunque residieran en Aviñón, en la actual Francia, en el siglo XIV.
El Patriarcado Sirio Ortodoxo de Antioquía y Todo el Oriente, es una Iglesia Ortodoxa Oriental con  patriarcado autocéfalo fundada por San Pedro y San Pablo en el siglo I, según su tradición. La Iglesia ortodoxa siríaca forma parte de la Ortodoxia oriental, una comunión distinta de iglesias que pretenden continuar la cristología patrística y apostólica anterior al cisma que siguió al Concilio de Calcedonia en 451.

## Imperio bizantino

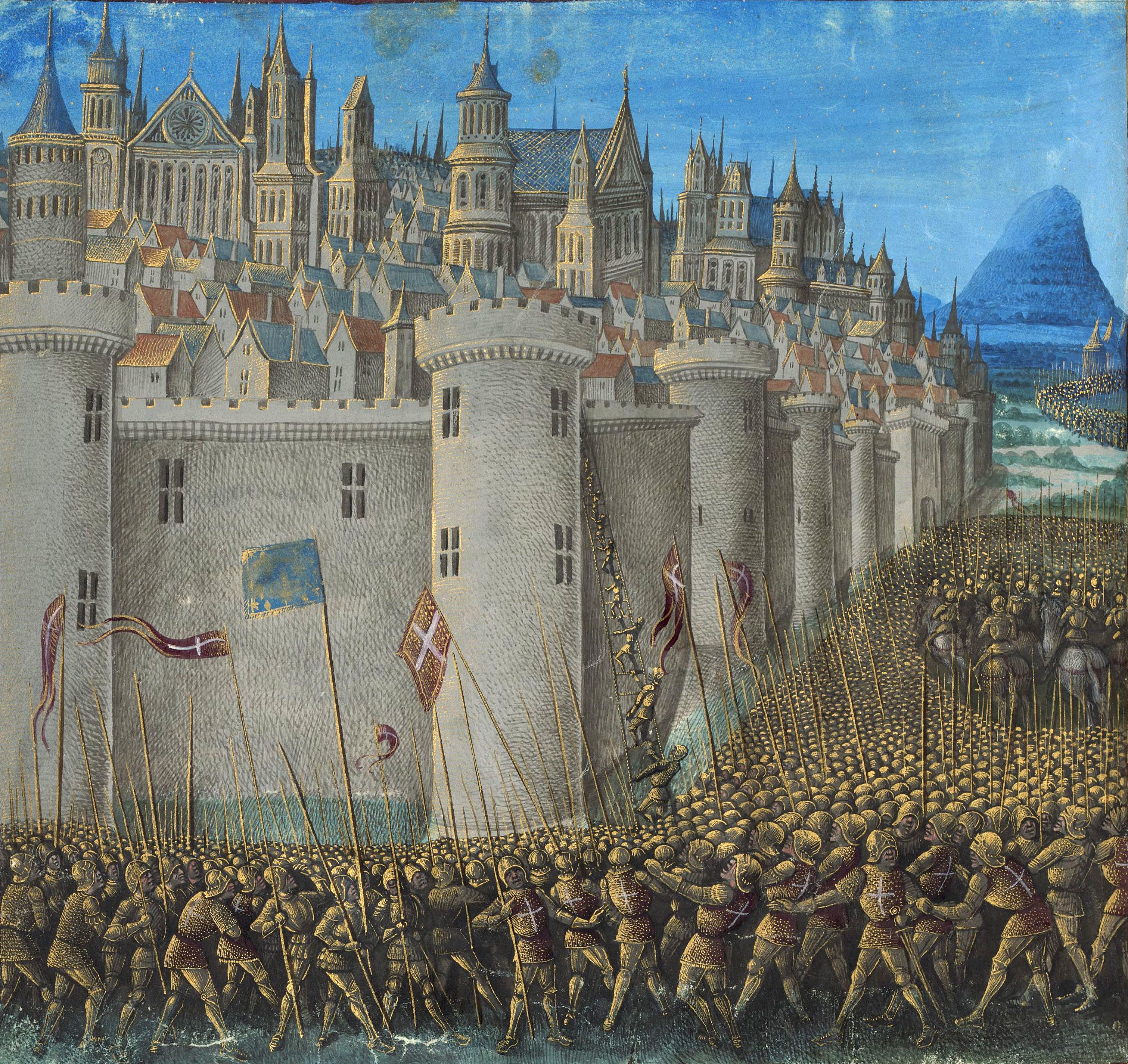
Conquista de Antioquía por los cruzados.

Durante el reinado de León I (457-474) sufrió un terremoto, y también hubo disturbios en el hipódromo, masacres de judíos y guerras faccionales. En 526, otro terremoto hizo un cuarto de millón de víctimas; la ciudad fue restaurada por Efrén, comites de Oriente y más tarde patriarca. Durante el reinado de Justiniano I, fue agrandada y restaurada, pero hacia 535 fue destruida por otro terremoto y en 538 fue ocupada por los persas, que completaron la destrucción; la población fue deportada en buena parte hacia Ecbatana. Cuando salieron los persas, estaba tan malograda que se fundó una nueva ciudad (Theupolis, 'Ciudad de Dios') por orden de Justiniano I, más pequeña que la anterior, y a la cual se acabó imponiendo el nombre de Antioquía. A comienzos del siglo VII, fue saqueada por los sasánidas en 602 y en 611, hasta que fueron expulsados por Heraclio.

## Dominación islámica, cruzadas y dominación mameluca

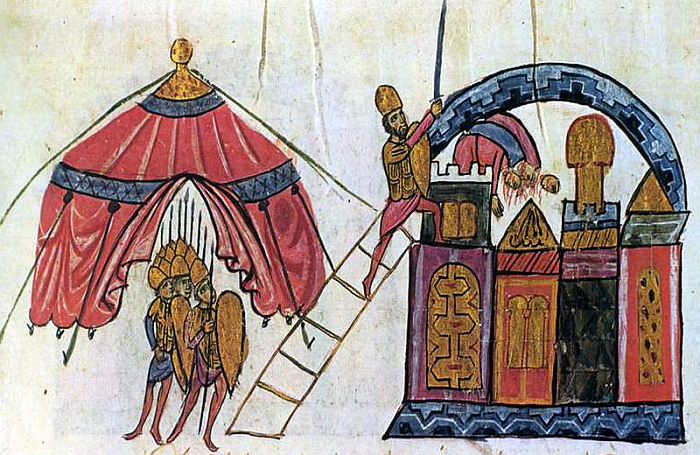
Caída de Antioquía ante los bizantinos bajo el mando de Miguel Bourtzes el 28 de octubre de 969

El 637/638, fue ocupada por los árabes bajo el califa Umar ibn al-Jattab, llamado Omar. Fue sede de la organización militar de fronteras llamada Awasim y centro del territorio de los Awasim; en 878, pasó a los tulúnides de Egipto, en manos de los cuales quedó hasta 898. Volvió al califato hasta que fue ocupada por el hamdánida Sayf al-Dawla de Alepo, en 944. Luego fue conquistada por los bizantinos dirigidos por el general Miguel Burtzes el 29 de octubre de 969, que la convirtieron en centro administrativo y militar para los territorios orientales del imperio. Fue gobernada por duques bizantinos hasta que fue ocupada en 1084 por Sulayman bien Kutlumish, por los selyúcidas. La posesión le fue disputada por Muslim ibn Kurays, señor ukaylida de Mosul y Alepo, que finalmente fue derrotado por Sulayman en la batalla de Antioquía, en la cual Muslim murió en junio de 1085; pero, a su vez, fue derrotado por su pariente Tutush I en 1086. Intervino, entonces, el selyúcida Malik Shah I, que concedió Antioquía en feudo al turco Yaghi-Siyan, que la conservó hasta 1098.
En 1097, durante la Primera Cruzada, la ciudad fue asediada por los cruzados y conquistada el 3 de junio de 1098. El asedio a que seguidamente la sometió el emir-gobernador de Mosul, Karbugha, fue rechazado. Se estableció, entonces, el principado de Antioquía, que duró hasta la conquista de la ciudad por el mameluco Baibars el 18 de mayo de 1268. Después, perdió importancia y quedó como una pequeña ciudad de Siria.